# Полковое устройство Гетманщины и Слобожанщины
Полковое устройство Гетманщины и Слобожанщины — военная и административно-территориальная структура, сложившаяся на территории Гетманщины и Слобожанщины в XVII—XVIII веках, основу которой первоначально составляли реестровые казацкие полки, позднее − казацкие полки, комплектовавшиеся из местного населения по территориально-милиционному принципу.
В Гетманщине (Войске Запорожском) существовали также различные военные формирования, которые не были административно-территориальными единицами, но также носили название полков — охочекомонных (компанейских), сердюцких и других.
Количество казаков в административно-военных полках было разным. В 1723 году в них насчитывалось в среднем около 5000 человек, а в Нежинском полку — около 10 000 человек. В 1782 году численность личного состава административно-военных полков полков выросла до 10 000−20 000 человек, а в Нежинском — до 40 000 человек.

## Реестровые казацкие полки
Полковому устройству Войска Запорожского положило начало заключение Куруковского соглашения которое было заключено 27 октября 1625 года коронным гетманом С. Конецпольским и казацкой делегацией во главе с кошевым атаманом Запорожской Сечи Михаилом Дорошенко во время восстания Марка Жмайло.
По Куруковскому соглашению казачье реестровое войско было разделено на 6 полков:
1. Белоцерковский полк
2. Каневский полк
3. Киевский полк
4. Корсунский полк
5. Переяславский полк
6. Черкасский полк

## Казацкие полки Гетманщины

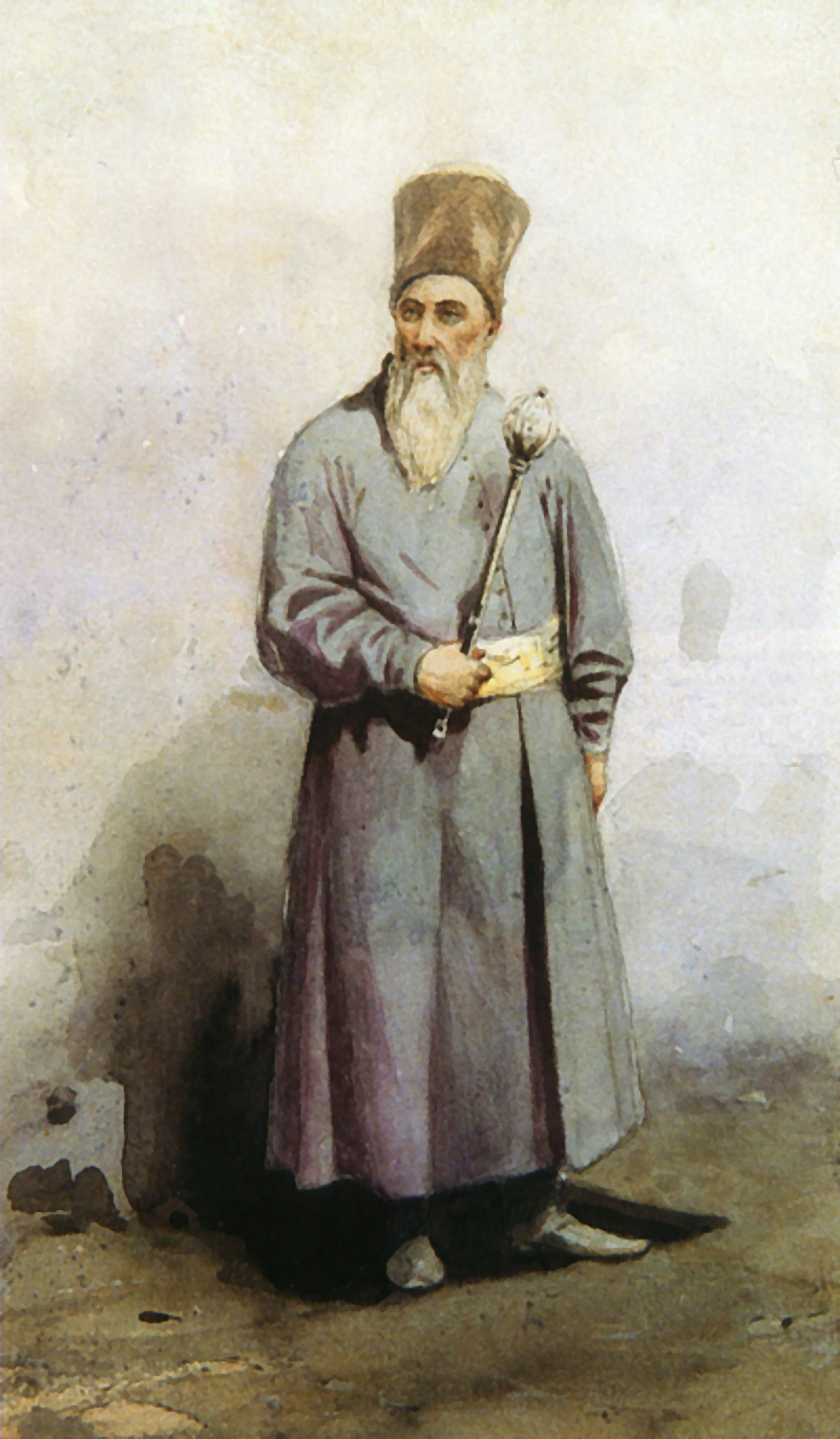
«Портрет гетьмана Конашевича-Сагайдачного». Картина С. И. Васильковского

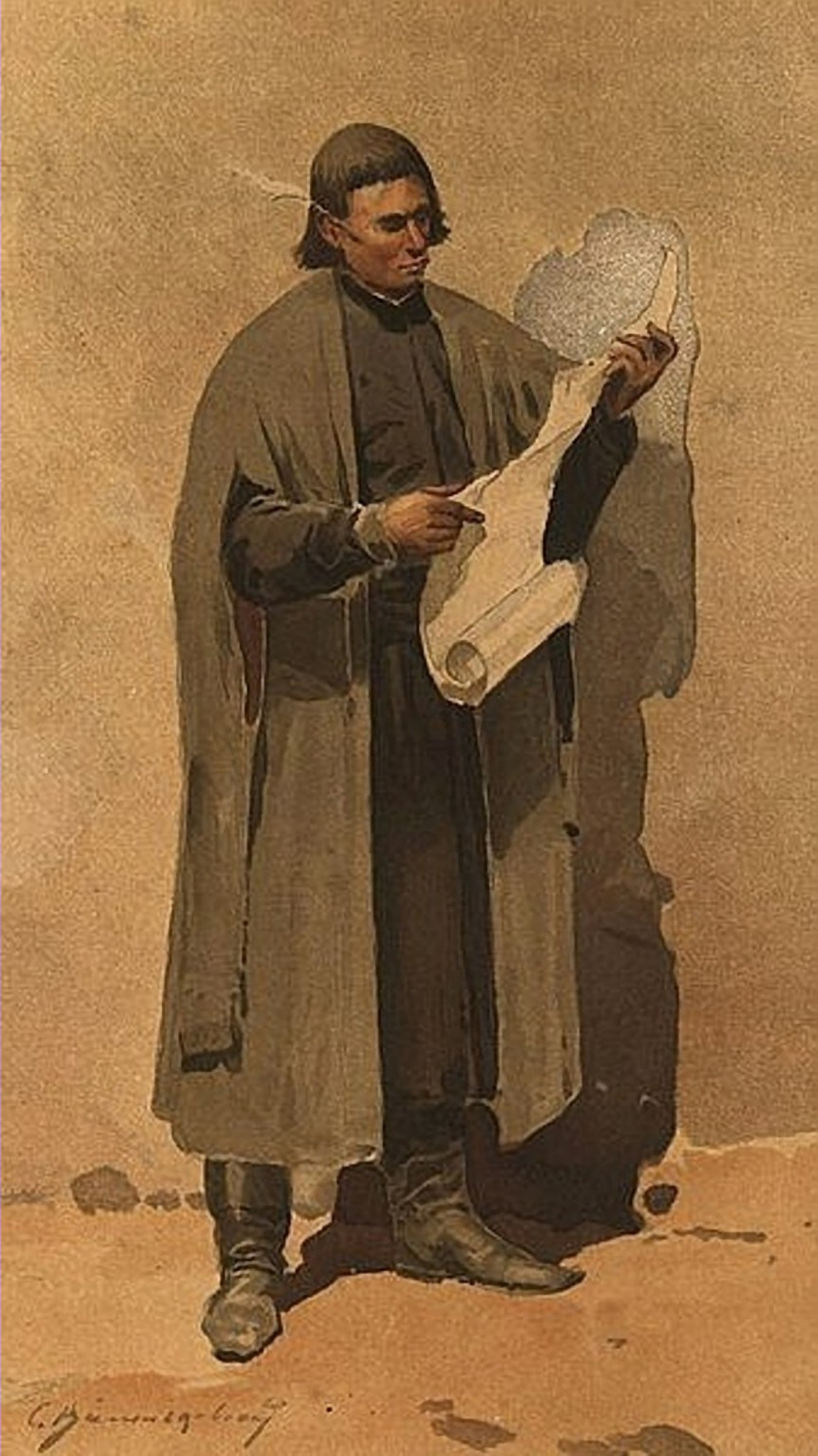
«Войсковой писарь». Картина С. И. Васильковского

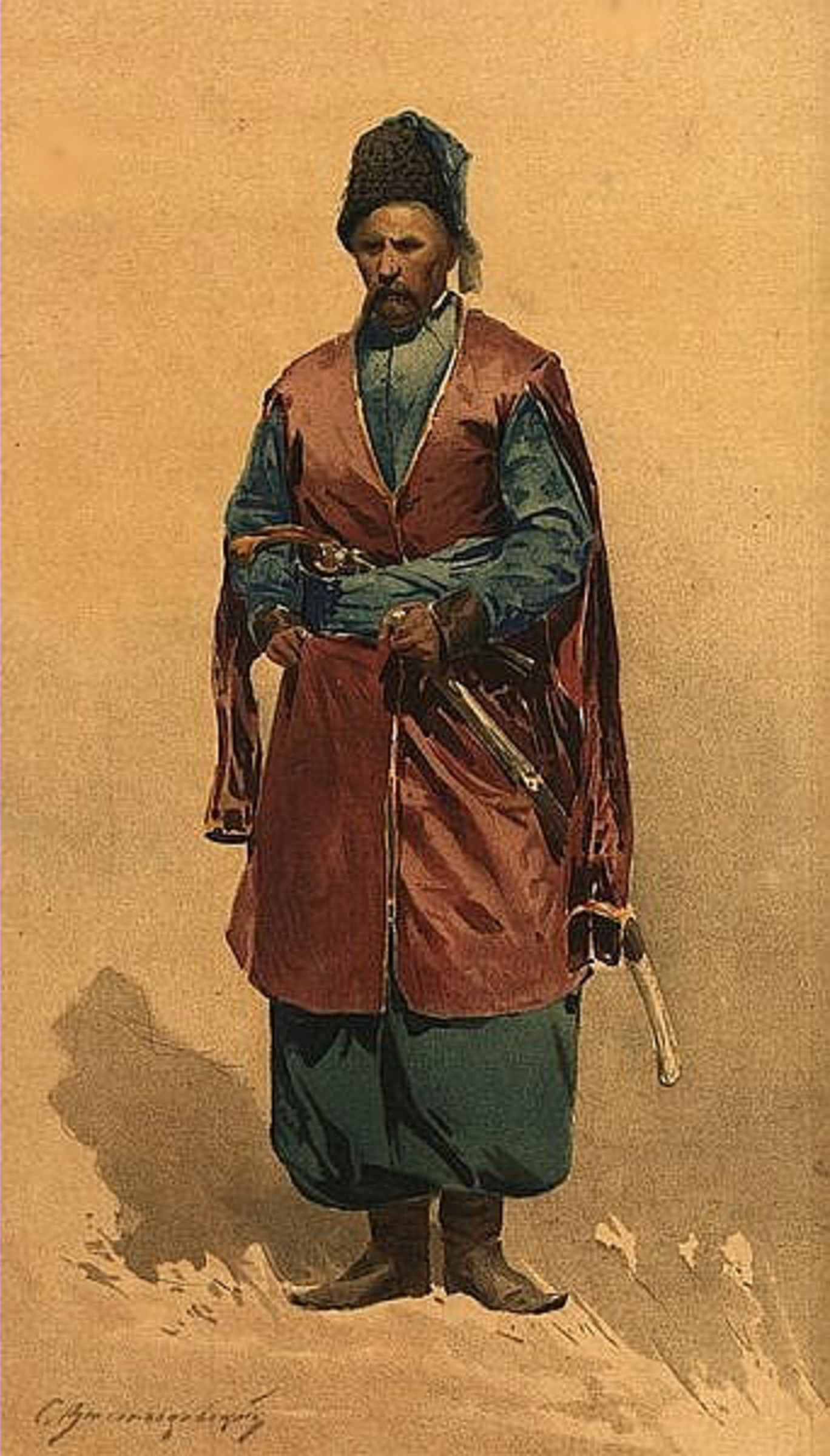
«Полковник реестрового левобережного полка у кунтуше». Картина С. И. Васильковского

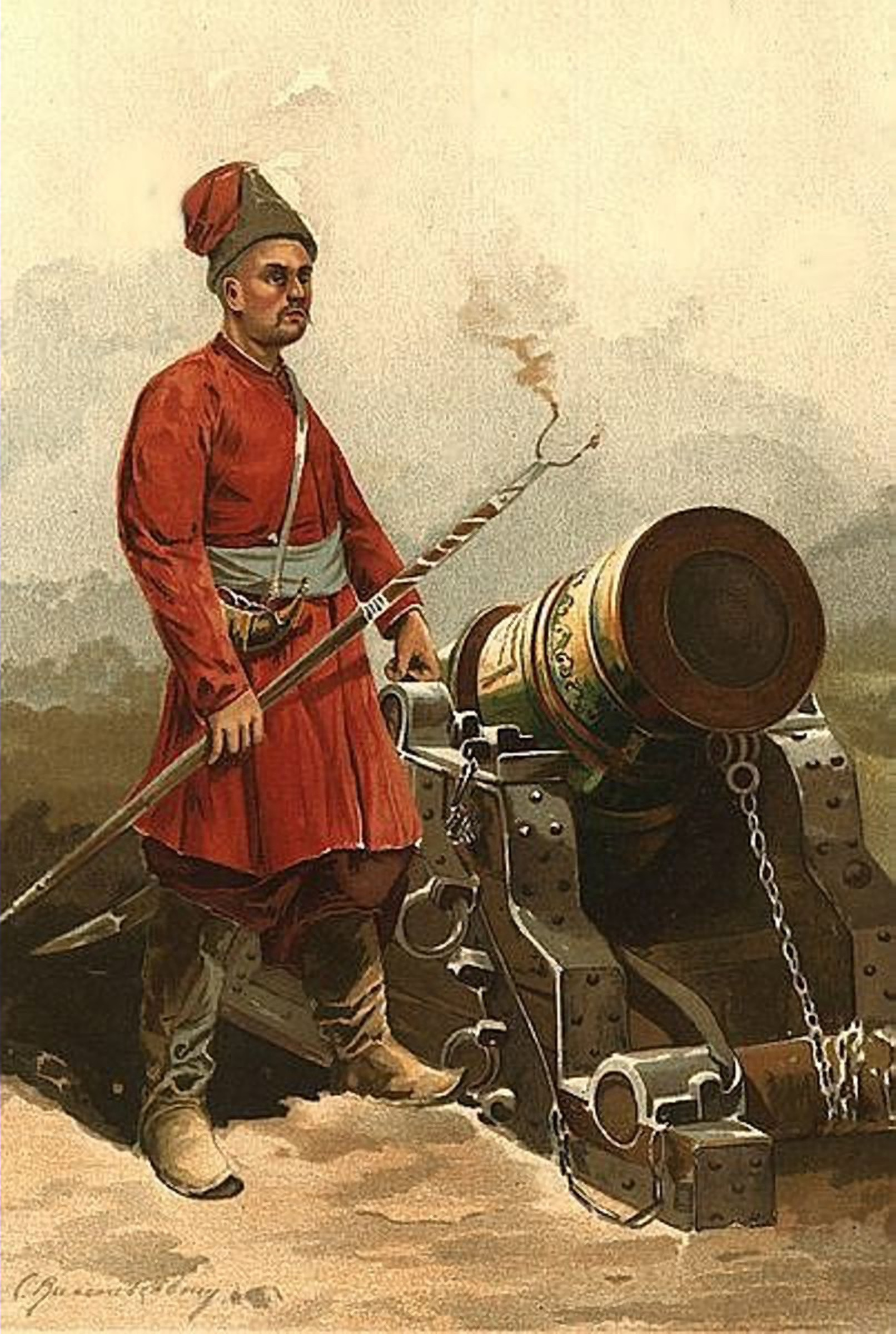
«Артиллерист времен гетьмана И. Мазепы». Картина С. И. Васильковского

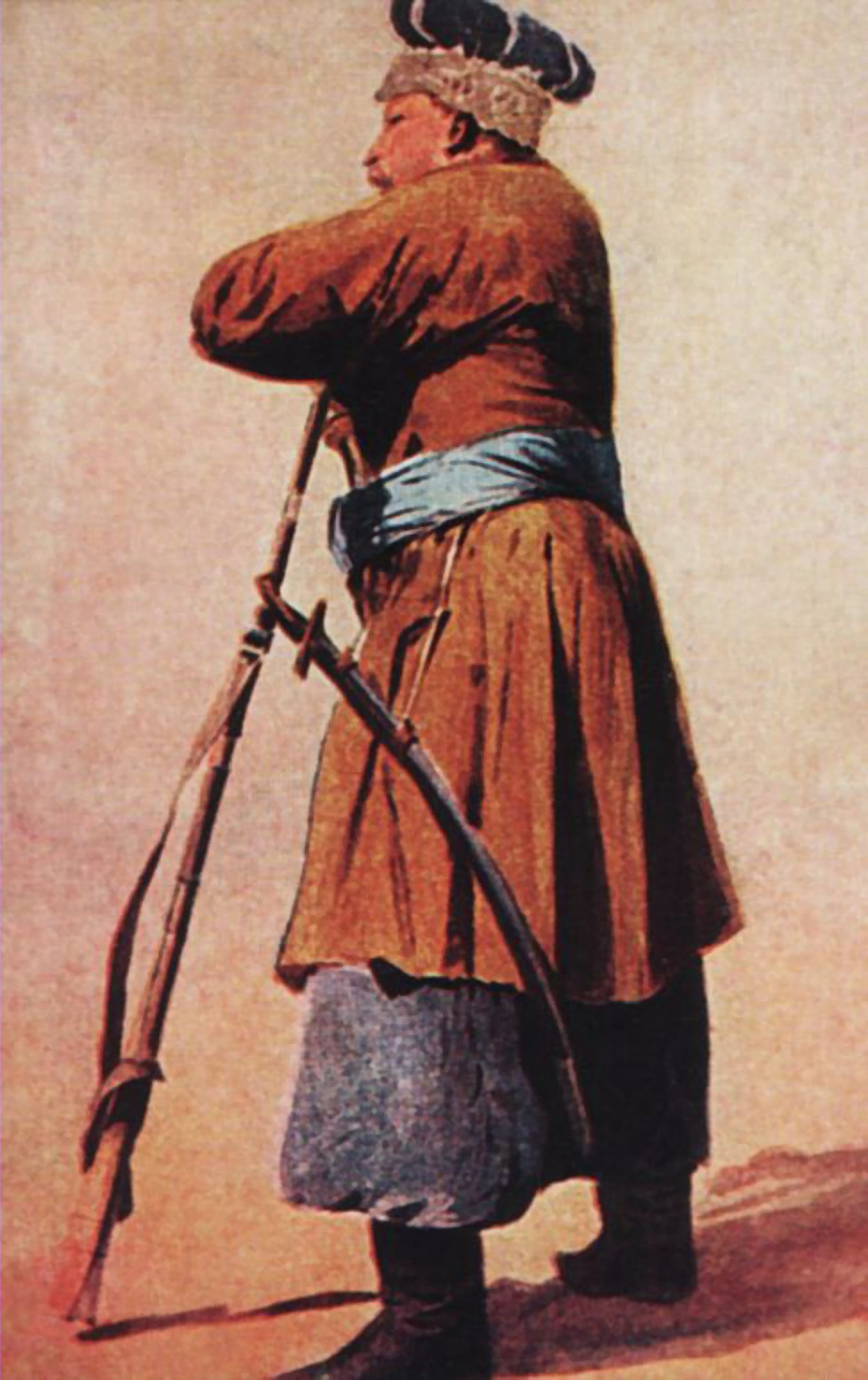
«Вартовый козак». Картина С. И. Васильковского

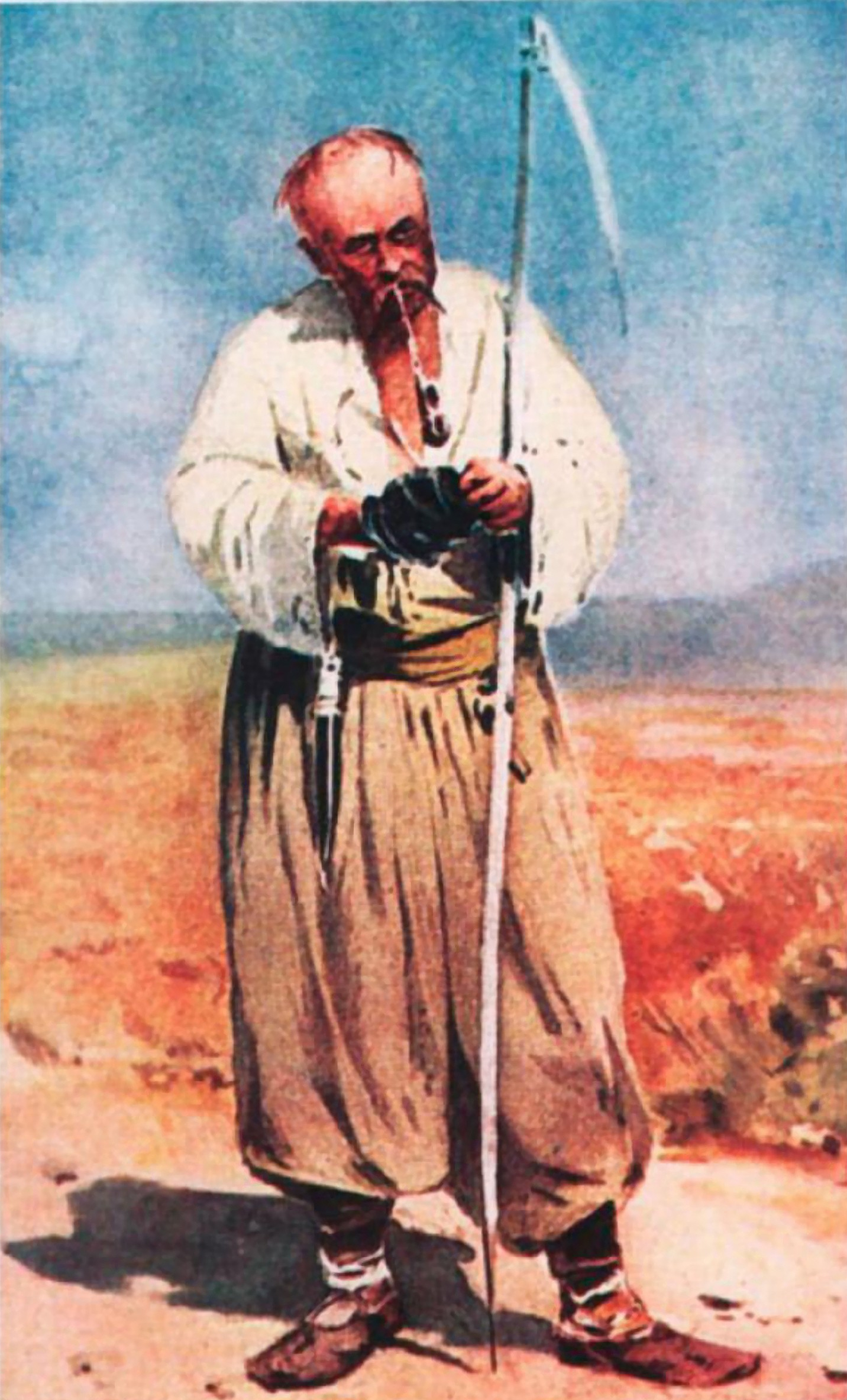
«Посполитый козак». Картина С. И. Васильковского

Во время восстания 1648—1657 годов под предводительством Богдана Хмельницкого против польского господства, на территории, подконтрольной восставшим, по образцу реестровых полков были сформированы казацкие полки, комплектовавшиеся из местного населения по территориально-милиционному принципу, которые таким образом сформировали военную и административно-территориальную структуру созданного в ходе восстания государства, полуофициально именуемого «Гетма́нщиной», а официально, в документах — «Войско Запорожское»). Число полков, как административно-территориальных единиц, периодически колебалось.
Руководство полками осуществляла администрация, именуемая «полковой старши́ной» во главе с полковником, которую избирали на полковом совете (раде). Полковая власть распространялась не только на казачество, но и на все население территории, с которой осуществлялся набор личного состава в полки. На территории полка действовал полковой суд, который рассматривал уголовные и частично, гражданские дела. Судом управлял полковой судья, у которого была своя канцелярия и приставы.
Полки делились на сотни, которых в каждом полку было различное количество (обычно, от 7 до 20), в зависимости от численности проживающего на полковой территории населения. В свою очередь, сотни также представляли собой административно-территориальные единицы в составе полка, из числа населения которых формировалась та или иная сотня. Сотней руководил сотник и «сотенная старши́на», которых выбирала сотенная рада и утверждала более высокая администрация. Обычно, это была полковая, а иногда и гетманская администрация, поскольку в некоторых случаях и по некоторым вопросам сотник подчинялся гетману напрямую, минуя полк. Сотник был руководителем сотни и помимо чисто войсковых функций, подобно полковнику на территории полка, осуществлял на территории сотни соответствующую административную власть. Сотник отвечал за порядок в сотне, а также был головой сотенного суда, который рассматривал гражданские и более мелкие уголовные дела в отношении казаков, а иногда и в отношении населения сотни (тогда в состав суда входили и представители соответствующих слоев населения).
Каждые полк и сотня имели свою хоругвь, которая имела вид полотнища, преимущественно прямоугольного, с древком-хорогвищем, иногда с набалдашником в виде креста или пули. На полотнищах разнообразной окраски изображались Иисус Христос, святые, казак с мушкетом, геральдические символы.
В 1648 году имелось 23 полка.
Согласно реестру Войска Запорожского после Зборовского договора 16 октября 1649 года, в войске было следующее устройство:
1. Белоцерковский полк
2. Борзнянский полк
3. Брацлавский полк
4. Гадячский полк
5. Ирклеевский полк
6. Ичнянский полк
7. Кальницкий полк
8. Каневский полк
9. Киевский полк
10. Корсунский полк
11. Лубенский полк
12. Миргородский полк
13. Могилевский полк
14. Нежинский полк
15. Паволочский полк
16. Переяславский полк
17. Полтавский полк
18. Прилукский полк
19. Сосницкий полк
20. Уманский полк
21. Черкасский полк
22. Черниговский полк
23. Чигиринский полк

### 1650-е
В 1650-х их число было сокращено. К тому времени существовали следующие полки:
1. Белоцерковский полк
2. Брацлавский полк
3. Кальницкий полк (после 1653 года — Винницкий полк, в 1660-х годах объединен с Брацлавским)
4. Каневский полк
5. Киевский полк
6. Корсунский полк
7. Кропивненский полк (в 1658 году вошел в состав Лубенского и Переяславского полков)
8. Миргородский полк
9. Нежинский полк
10. Паволочский полк
11. Переяславский полк
12. Полтавский полк
13. Прилукский полк
14. Уманский полк
15. Черкасский полк
16. Черниговский полк
17. Чигиринский полк

Короткое время существовали также Могилевский (Подольский), Пинско-Туровский и Белорусский (Чауский, Быховский) полки.

### После Андрусовского перемирия

#### Казацкие полки Правобережной Украины
После Андрусовского перемирия 1667 года и разделения украинских земель между Россией и Речью Посполитой, казацкие полки на Правобережной Украине, которая отошла в состав Польши, в 1670−1680-х годах были постепенно ликвидированы. Среди них:
1. Белоцерковский полк
2. Брацлавский полк
3. Винницкий полк
4. Корсунский полк
5. Каневский полк
6. Могилевский полк
7. Паволочский полк
8. Уманский полк
9. Черкасский полк
10. Чигиринский полк

В 1685 году сейм Речи Посполитой восстановил казаческие полки на Правобережье. В 1684—1685 годах под руководством С. Палия были восстановлены Фастовский и Богуславский, а впоследствии Корсунский и Брацлавский полки. В 1704 году были созданы Чигиринский, Уманский и Могилевский полки. Центром правобережного казачества стал город Белая Церковь.

#### Казацкие полки Левобережной Украины
В 1712—1714 годах, вследствие соглашения между Россией и Польшей, часть казаков была переселена в Войско Запорожское на территорию Левобережной Украины, а правобережные полки ликвидированы.
На Левобережной Украине во времена существования Войска Запорожского длительное время существовали 10 казацких полков:
1. Гадячский полк
2. Киевский полк
3. Лубенский полк
4. Миргородский полк
5. Нежинский полк
6. Переяславский полк
7. Полтавский полк
8. Прилукский полк
9. Стародубский полк
10. Черниговский полк

## Слободские казацкие полки
В 1650-х годах царским правительством на территории Слобоожанщине были сформированы четыре казацких полка:
1. Острогожский слободской казачий полк
2. Ахтырский слободской казачий полк
3. Сумский слободской казачий полк
4. Харьковский слободской казачий полк
5. В 1685 году из последнего выделился Изюмский слободской казачий полк

Эти полки просуществовали до 1765 года, когда они были преобразованы в русские регулярные войска.
Также непродолжительное время существовало еще два военно-территориальных казацких полка:
6. Змиевской слободской казачий полк (1666—1671)
7. Балаклейский слободской казачий полк (1670—1677)

## Реорганизация казацких полков
В процессе ликвидации Войска Запорожского в 1764 году было ликвидировано и её сотенно-полковое устройство. Территориальные полки были реорганизованы в регулярные полки Русской армии. В 1760—1779-х годах на территории Миргородского полка был сформирован пикенёрный полк (всего существовало 6 полков), а после отмены местного военного и административно-территориального устройства на Левобережной Украине в начале 1780-х годов, на основе казацких полков было сформировано десять карабинерских малороссийских полков, которые вошли в состав Русской императорской армии.
В 1793 году из пикинёров и гусарских Слободского и Новороссийского полков созданы 9 регулярных легкоконных и Екатеринославский кирасирский полки Русской армии.